# Número gratuito mundial (UIFN)
Un número UIFN (Universal International Freephone Number, o número internacional del servicio de llamada gratuita universal) es un número de servicio de cobro revertido automático internacional, es decir, que el acceso internacional a éste número es gratuito siendo libre de costo para la persona que llama. Se trata de un número único de llamada gratuita que es el mismo en todo el mundo.
El UIFN está compuesto por un indicativo de país de tres cifras para una aplicación de servicio mundial (800), seguido de un número de abonado mundial (Global Subscriber Number, GSN) de 8 cifras, lo que arroja un formato fijo de 11 cifras (el llamante debe marcar un prefijo internacional antes del UIFN; en la UE, 00 o +).
La autoridad que se encarga de regular este tipo de números es la Unión Internacional de Telecomunicaciones.

## Ventajas
Un número gratuito mundial es un número toll free internacional al cual se puede llamar de forma gratuita, desde más de 50 países.
La ventaja de este tipo de números es que no se necesita tener un número gratuito en cada uno de los países donde está presente el servicio debido a que este número es universal, lo cual significa que está accesible de forma gratuita con un solo número alrededor del mundo, sin la necesidad de estar físicamente presente en esos lugares.

## Características de un número UIFN[1]
Un número internacional del servicio de llamada gratuita universal (UIFN) está compuesto de un indicativo de país de 3 dígitos para una aplicación de servicio mundial (800) y un número de abonado mundial (GSN) de 8 dígitos, lo que da un formato fijo de 11 dígitos.
Por ejemplo, un número UIFN de cliente podría ser el +800 12345678, donde + es el prefijo de llamada internacional, 800 es el indicativo internacional del servicio de llamada gratuito universal, y 12345678 es el número de abonado mundial (GSN) del cliente.
Obsérvese que el llamante debe marcar un prefijo internacional (en la UE, 00 o +) antes del número UIFN.

## Historia
Los números gratuitos aparecieron en Reino Unido en el año 1960, cuando la Oficina Postal introdujo este servicio.
Un número gratuito o llamado también toll free se originó en los Estados Unidos un 2 de mayo de 1967 por AT&T, como una forma alternativa de llamar vía cobro revertido. Las primeras empresas en usar números gratuitos fueron las grandes empresas. Americana Hotels, Budget Rent a Car, Hyatt Hotels, Marriott Hotels, Roadway Inns, Sheraton Hotels, y Quality Inn fueron una de las principales empresas que comenzaron a ofrecer un número gratuito de contacto.
Inicialmente el cliente o consumidor tenía que llamar a diferentes números, con diferentes formatos en función del país desde el cual llamaba. Esto generalmente era muy complejo para las empresas y sus clientes. En 1993 la UIT-T elaboró un grupo de estudio y concluyó que había una gran demanda por un formato universal de número gratuito de contacto. En 1997, los números UIFN son introducidos por la UIT y adoptado por los carriers y operadores alrededor del mundo.
Actualmente no importa con que proveedor de servicio UIFN una empresa trabaje, uno puede solicitar a una empresa de telecomunicaciones el servicio de UIFN independientemente del país en el cual el operador se encuentre. Por ej. si una empresa española desea tener un número UIFN, este servicio puede ser ofrecido por una empresa alemana, así todas las llamadas provenientes de cualquier parte del mundo, pueden ser re-direccionadas a España o a cualquier otra parte del mundo. También se pueden redirigir según el país desde el que se haga la llamada.
Además, con el avance en telecomunicación los costos por ofrecer un número gratuito internacional son muy bajos, existen empresas que ofrecen calculadoras en línea, presupuestos, localización de sus servicios, entre otros.